# Liverpool
Liverpool (raramente aportuguesado Liverpul) é uma cidade do condado de Merseyside, localizado no noroeste da Inglaterra, Reino Unido, no lado norte do estuário do Mersey.  A cidade está localizada no extremo sudoeste do condado tradicional de Merseyside.
Em 29 de agosto de 1207, o rei João outorgou alvará que transformava a pequena vila de pescadores de Liverpool em município livre; um segundo alvará, outorgado por Henrique III em 1229, concedeu aos mercadores o direito de comércio sem necessidade de pagar taxas governamentais, nascendo assim o porto de Liverpool. Foi na fase final do reinado de Elizabeth I, na época do comércio com o novo mundo, que o porto da cidade se tornou a principal porta para o novo mundo. A grande peste de 1664 e o grande incêndio de 1666 em Londres fez com que muitos mercadores se mudassem para Liverpool e o porto prosperou. Liverpool durante a Segunda Guerra Mundial sofreu terríveis ataques aéreos.
Nos desportos, o Everton FC e o Liverpool F.C. fazem um dos clássicos de futebol mais antigos do mundo, o Merseyside derby. Liverpool também foi porto para transatlânticos como o RMS Titanic. A cidade também ficou famosa, sobretudo, por ter revelado a famosa banda de rock The Beatles e, em menor prestígio, Liverpool Express.

## História

### Fundação de Liverpool
A pedido do Rei João, a cidade foi fundada em 1207. Até meados do século XVI a população da cidade não passava de 500 habitantes. Por muito tempo a cidade possuía apenas sete ruas que formavam a letra H:
- Bank Street (agora Water Street);
- Castle Street;
- Chapel Street;
- Dale Street;
- Juggler Street (agora High Street);
- Moor Street (agora Tithebarn Street);
- Whiteacre Street (agora Old Hall Street).

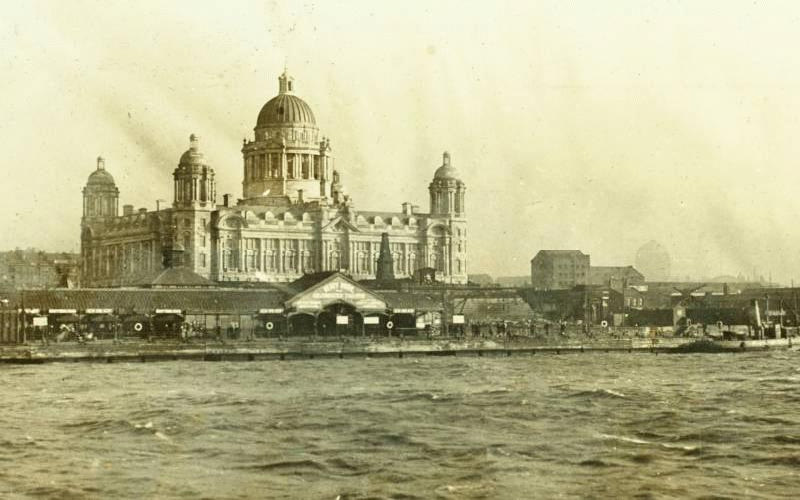
O Porto de Liverpool

### Revoluções a partir do século XVII
Ver artigos principais: Guerra Civil Inglesa e Revolução Industrial
No século XVII houve um progresso lento no comércio e no crescimento da população. Durante a Guerra Civil Inglesa ocorreu um cerco de dezoito dias (1644). Em 1699, Liverpool foi feita uma freguesia por lei do Parlamento, no mesmo ano seu primeiro navio de escravos, Merchant Liverpool, partiu para a África. Como o comércio das Índias Ocidentais superou o da Irlanda, Liverpool começou a crescer. Em 1715 foi construído um porto na cidade, o que fez o comércio progredir mais ainda. Daí em diante a cidade começou a prosperar e crescer rapidamente.
No início do século XIX estimava-se que cerca de 40% do PIB comércial mundial era inglês. Em 1830, Liverpool e Manchester tornam-se as primeiras cidades a ter uma ligação ferroviária interurbana, através da Liverpool and Manchester Railway. A população continuou a aumentar rapidamente, especialmente durante a década de 1840, quando os imigrantes irlandeses começaram a chegar às centenas de milhares de pessoas em conseqüência da Grande Fome. Em 1851, aproximadamente 25% da população da cidade era de ascendência irlandesa. Durante o século XX a cidade já possui imigrantes de toda a Europa.

Inauguração da Liverpool and Manchester Railway

### Segunda Guerra Mundial
Durante a Segunda Guerra Mundial, houve 80 ataques aéreos em Merseyside, matando 2,5 mil pessoas e causando danos a cerca de metade das casas na região metropolitana. A cidade só conseguiu se recuperar totalmente muitos anos depois da Guerra, entre 1950 e 1960. Muitos patrimônios da cidade foram perdidos e não foram restaurados, causa do bombardeio da Alemanha Nazista.

### Indústria
A partir da década de 1970,a indústria entrou em declínio acentuado. No início da década de 1980, as taxas de desemprego em Liverpool estavam entre as mais altas do Reino Unido. Desde meados dos anos 1990, no entanto, a economia de Liverpool vem se recuperando, registrando taxas de crescimento superiores à média nacional.

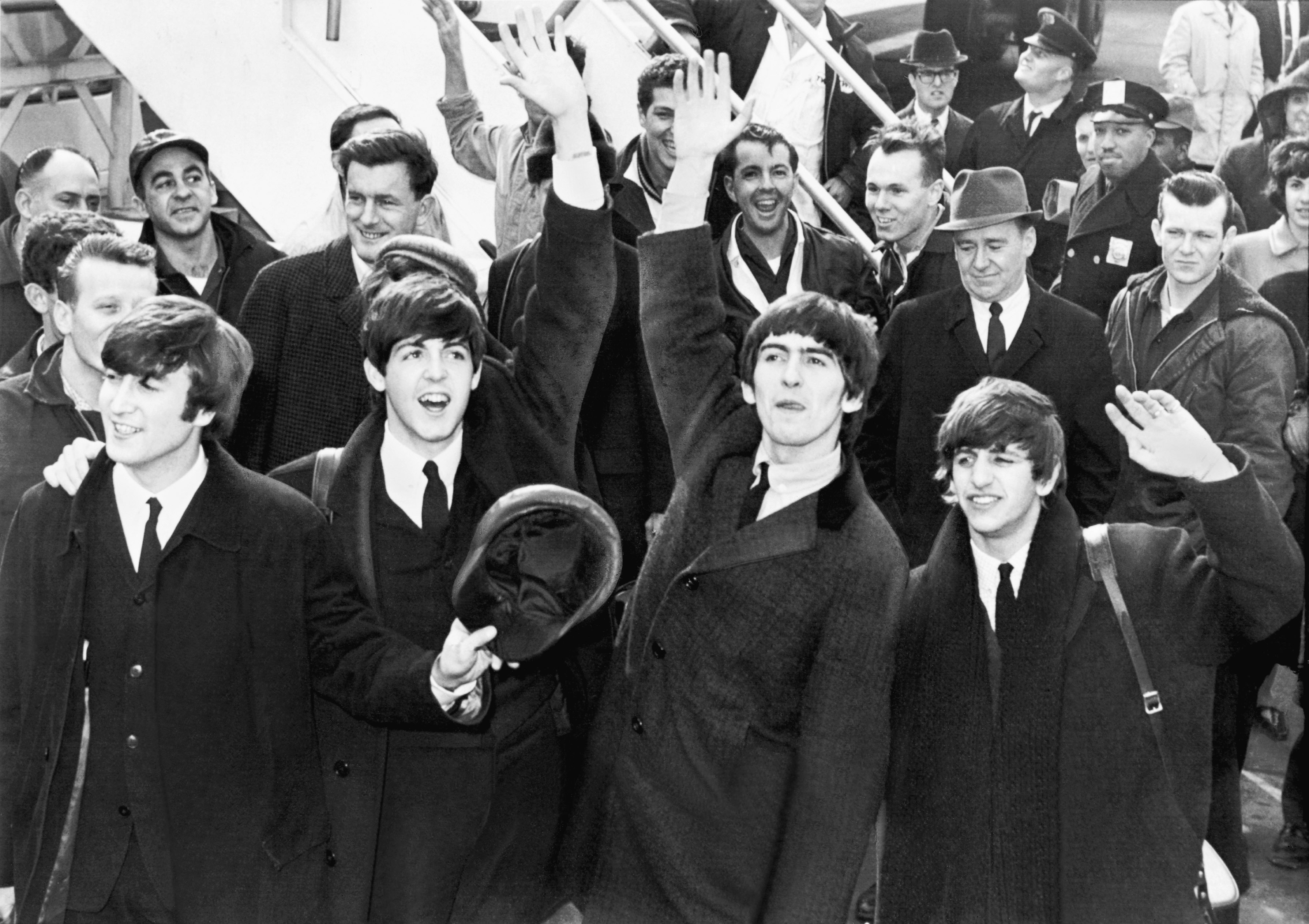
The Beatles, banda de rock originária de Liverpool

### Século XXI
Aproveitando a popularidade dos grupos de rock dos anos 1960, como The Beatles, assim como as galerias de arte, museus e monumentos, o turismo tornou-se também um fator significativo na economia do Liverpool.
Em 2007, a cidade comemorou o 800º aniversário da fundação de Liverpool, para a qual uma série de eventos foram planejados. Liverpool foi a Capital Europeia da Cultura em 2008.

## Governo
Liverpool tem três níveis de governo: o Conselho Local, o Governo Nacional e do Parlamento Europeu. Liverpool é oficialmente governado por uma autoridade unitária.

### Conselho Local
A cidade de Liverpool é governado pelo Conselho Municipal de Liverpool, e é um dos cinco municípios metropolitanos que se combinam para a formação do Conselho metropolitano de Merseyside. O conselho é composto por 90 conselheiros eleitos, que representam as comunidades locais por toda a cidade, bem como a equipe de gestão executiva, que são responsáveis pelo dia-a-dia de funcionamento do Conselho. Parte da responsabilidade dos vereadores é a eleição de um líder do Conselho e prefeito. A responsabilidade do líder do conselho é dar direção para o Conselho, bem como atuando como meio de comunicação entre a câmara local, o governo central e os parceiros privados e públicos. O prefeito age como o 'primeiro cidadão' da cidade e é responsável por promovê-la, apoiando instituições de caridade locais e grupos da comunidade, bem como representando a cidade em eventos cívicos. O líder do Conselho atual é Warren Bradley e o atual Prefeito é o Conselheiro Mike Storey.

## Geografia
Liverpool foi descrita como "a cidade mais bela de todas as cidades Inglesas." Em 53 ° 24'0 "N 2 ° 59'0" W (53,4, -2,98), 176 milhas (283 km) a noroeste de Londres, a cidade de Liverpool é construída através de uma crista de morros de arenito subindo a uma altura de cerca de 230 pés (70 metros) acima do nível do mar, Everton Hill que representa o limite sul da planície costeira do West Lancashire. A área urbana de Liverpool está localizado à Bootle, Crosby e Maghull e Sefton ao norte, e Kirkby, Huyton, Prescot, Halewood e Knowsley ao leste.

### Clima
Liverpool tem um clima temperado, como grande parte das Ilhas Britânicas, com verões relativamente frescos e invernos suaves. Não há precipitação regular, mas geralmente leve durante todo o ano com uma média de 282 dias de chuva por ano o que se compara com a média do Reino Unido de 154,4.
| Médias meteorológicas para Liverpool | Médias meteorológicas para Liverpool | Médias meteorológicas para Liverpool | Médias meteorológicas para Liverpool | Médias meteorológicas para Liverpool | Médias meteorológicas para Liverpool | Médias meteorológicas para Liverpool | Médias meteorológicas para Liverpool | Médias meteorológicas para Liverpool | Médias meteorológicas para Liverpool | Médias meteorológicas para Liverpool | Médias meteorológicas para Liverpool | Médias meteorológicas para Liverpool | Médias meteorológicas para Liverpool |
| Mês                                  | Jan                                  | Fev                                  | Mar                                  | Abr                                  | Mai                                  | Jun                                  | Jul                                  | Ago                                  | Set                                  | Out                                  | Nov                                  | Dez                                  | Ano                                  |
| ------------------------------------ | ------------------------------------ | ------------------------------------ | ------------------------------------ | ------------------------------------ | ------------------------------------ | ------------------------------------ | ------------------------------------ | ------------------------------------ | ------------------------------------ | ------------------------------------ | ------------------------------------ | ------------------------------------ | ------------------------------------ |
| Média alta °C (°F)                   | 6.6 (44)                             | 6.6 (44)                             | 9.4 (49)                             | 11.6 (53)                            | 15.5 (60)                            | 17.7 (64)                            | 32 (90)                              | 19.4 (67)                            | 16.6 (62)                            | 12.7 (55)                            | 9.4 (49)                             | 7.7 (46)                             | 12,7 (55)                            |
| Média baixa °C (°F)                  | 2.2 (36)                             | 2.2 (36)                             | 3.3 (38)                             | 4.4 (40)                             | 7.2 (45)                             | 10.5 (51)                            | 12.7 (55)                            | 12.2 (54)                            | 10 (50)                              | 7.2 (45)                             | 4.4 (40)                             | 3.3 (38)                             | 6,6 (44)                             |
| Fonte: 19/12/2008                    |                                      |                                      |                                      |                                      |                                      |                                      |                                      |                                      |                                      |                                      |                                      |                                      |                                      |

### Subdivisões

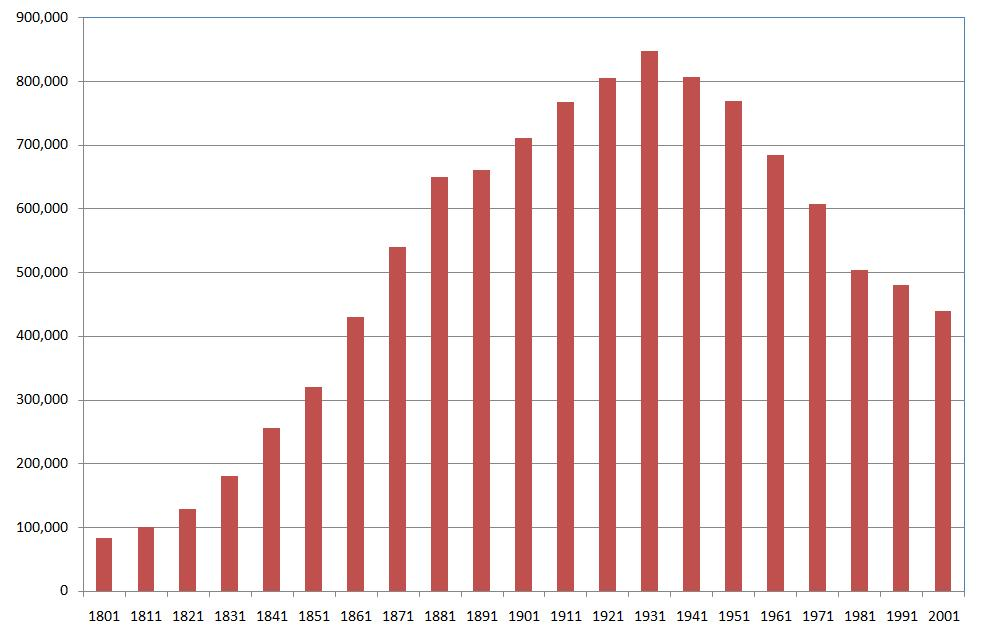
População de Liverpool entre 1801 e 2001

| 1. Allerton & Hunts Cross 2. Anfield 3. Belle Vale 4. Central 5. Childwall 6. Church 7. Clubmoor 8. County 9. Cressington 10. Croxteth 11. Everton 12. Fazakerley 13. Greenbank 14. Kensington 15. Kirkdale |  | 16. Knotty Ash 17. Mossley Hill 18. Norris Green 19. Old Swan 20. Picton 21. Princes Park 22. Riverside 23. Speke Garston 24. St Michaels 25. Tuebrook & Stoneycroft 26. Warbreck 27. Wavertree 28. West Derby 29. Woolton 30. Yew Tree |

## Demografia
Tal como acontece em outras grandes cidades britânicas, Liverpool tem uma população grande e diversificada. No Censo de 2001 do Reino Unido a população registrada de Liverpool foi de 441 900, o que torna a sexta maior no Reino Unido (este valor inclui apenas as áreas oficialmente dentro dos limites da cidade). A População do Liverpool atingiu o pico em 1930 com 846 101 registrados no censo de 1931. Desde então, a cidade tem experimentado um crescimento negativo da população a cada década, no auge com mais de 100 mil pessoas deixando a cidade entre 1971 e 1981. Entre 2001 e 2006 experimentou a nona maior diminuição populacional do Reino Unido, embora tenha sido dito que a população total da cidade está agora se estabilizando depois do rápido declínio na década de 1980 e 1990.
Bem como em muitas cidades a população de Liverpool é mais jovem do que a da Inglaterra com 42,3 % de sua população com idade inferior a 30 anos. Em comparação com a média do país de 37,4%. 65,1% da população está em idade de trabalhar.
Liverpool é o lar da comunidade negra mais antiga da Grã-Bretanha. A cidade também contém a mais antiga comunidade chinesa na Europa, os primeiros moradores da Chinatown da cidade chegaram como marinheiros no século XIX. O gateway na Chinatown de Liverpool é também a maior porta de entrada fora da China. A cidade 

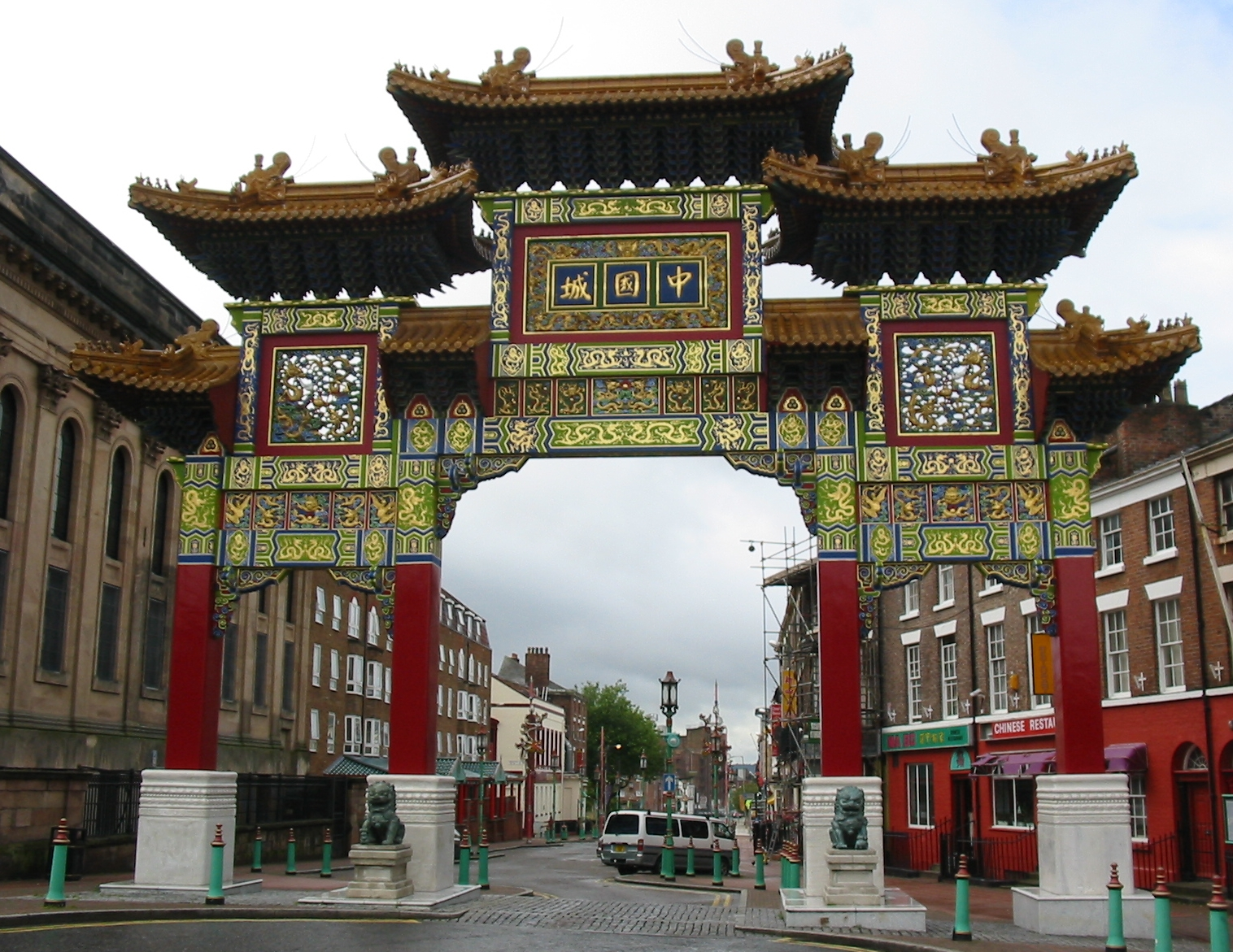
Chinatown de Liverpool

também é conhecida por suas grandes populações irlandesa e galesa. Em 1813, 10% da população do Liverpool eram galeses, na sequência do início da Grande Fome dois milhões de irlandeses migraram para Liverpool, em uma década, muitos deles partindo posteriormente para os Estados Unidos. Em 1851, mais de 20% da população de Liverpool era de irlandeses. No Censo de 2001, 1,17% da população eram Galês e 0,75% eram nascidos na República da Irlanda, enquanto 0,54% nasceram na Irlanda do Norte.
Em 2005, 92,3% da população de Liverpool eram de brancos, 1,9% da Ásia ou asiáticos britânicos, 1,8% negros, 1,9% mestiça e 2.1% chinês e outros.

## Infra Estrutura
O Papel da cidade como um importante porto no Império Britânico fez com que a cidade possuísse diversos edifícios históricos. Existem mais de 2,5 mil edifícios registrados em Liverpool, cidade que só perde para Londres no número de edifícios. Liverpool é também descrita pelo Patrimônio Inglês como a mais bela cidade da Inglaterra. Em 2004, a zona portuária de Liverpool foi declarada como Patrimônio Mundial pela UNESCO, tendo perdido essa distinção em 2021. As docas são fundamentais para a história do Liverpool.

### Construções

#### Liverbirds
O Liverbird e internacionalmente reconhecido como o símbolo da cidade de Liverpool. No edifício Royal Liver Building, de 50 metros de altura encontra-se as estatuas de dois liverbirds com suas asas desafiantes que representam o espírito indomável do povo da cidade. Um deles aponta para o mar e o outro para a cidade.
Em 1207, o rei João, concedeu para a cidade um "letters patent". Seu selo era uma águia, muitas pessoas têm acreditado que era o origem do Liverbird. O selo foi perdido num sitio em 1644.

#### Duas catedrais

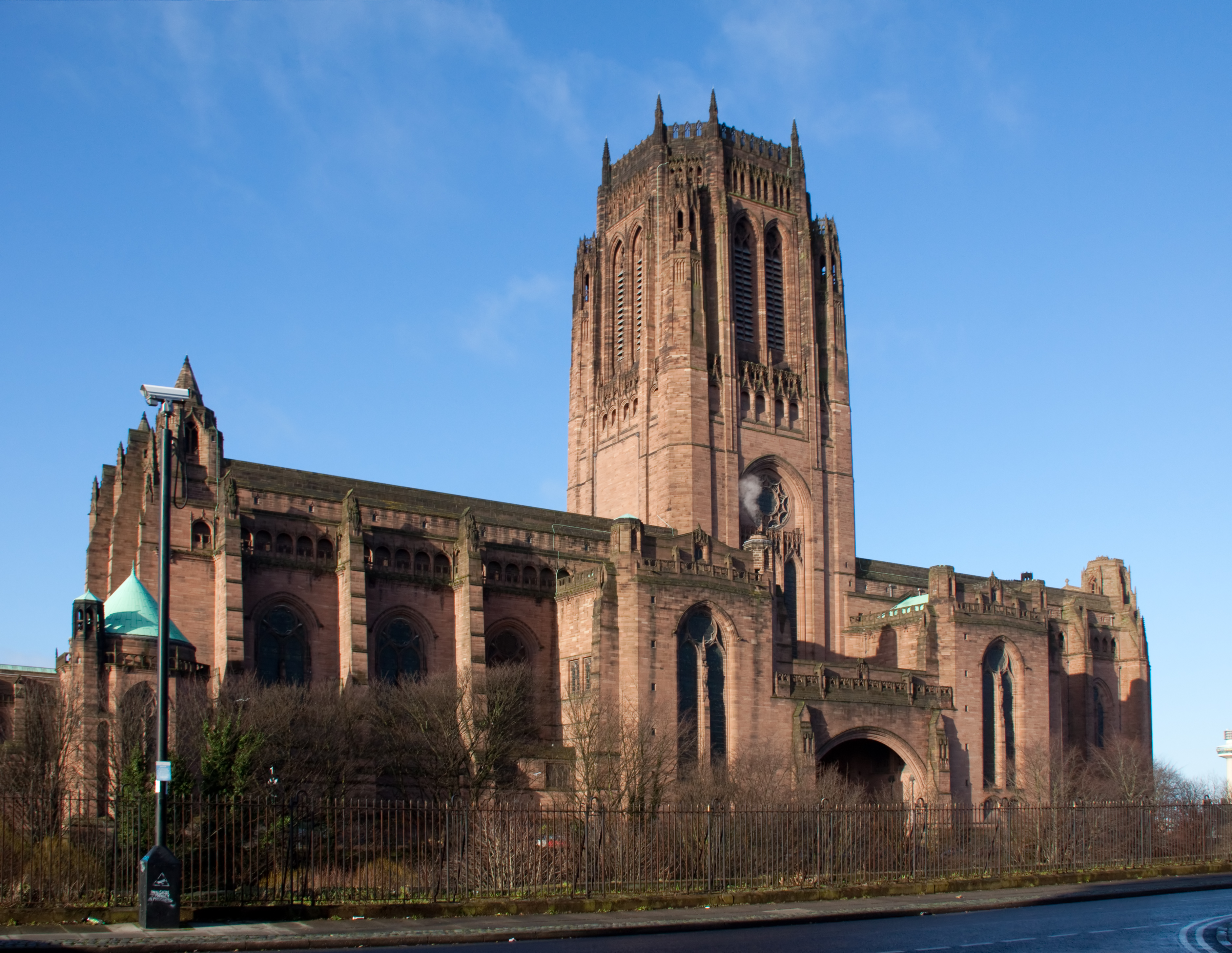
A catedral anglicana de Liverpool

Liverpool tem duas catedrais, uma da Igreja Católica e outra da Igreja da Inglaterra. A catedral católica é chamada a Catedral Metropolitana de Liverpool, e a catedral anglicana é chamada a Catedral de Liverpool.
A catedral anglicana foi a criação de só um homem: Giles Gilbert Scott, o neto de George Gilbert Scott. A sua construção começada em 1904, porem o progresso foi atrasado por duas guerras mundiais e um aumento dos custos, e o edifício não foi completado até ao ano de 1980, vinte anos depois da morte do seu arquiteto.

## Esporte

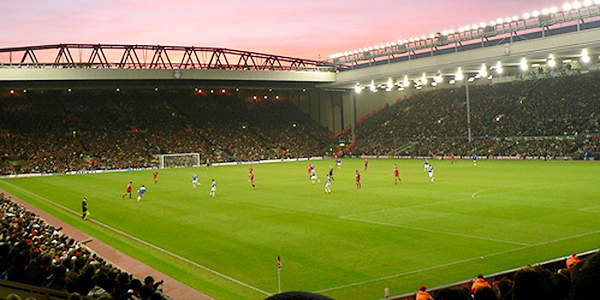
Estádio Anfield

Os dois principais clube de futebol da cidade são o Everton (que joga em Goodison Park) e o Liverpool FC (que joga em Anfield). O Everton foi um dos primeiros times a se estabelecer na Inglaterra. Ao longo do tempo conseguiu 9 títulos de campeão. Já o rival, Liverpool FC, é considerado um dos maiores clubes de futebol do mundo, com 1 título da Copa do Mundo de Clubes da Fifa (conquistado diante o Flamengo em 2019), 6 títulos da Liga dos Campeões da UEFA, 3 da Liga Europa da UEFA e 4 da Supertaça Europeia. Os Reds também são os 2ºs maiores campeões da Inglaterra com 19 títulos da primeira divisão, 4 da segunda, 8 FA Cups, 9 Carling Cups e 16 vezes campeões da Supercopa da Inglaterra.
A região de Merseyside é o lar de dois campos de golfe, um deles o Royal Birkdale, perto de Southport.

## Economia

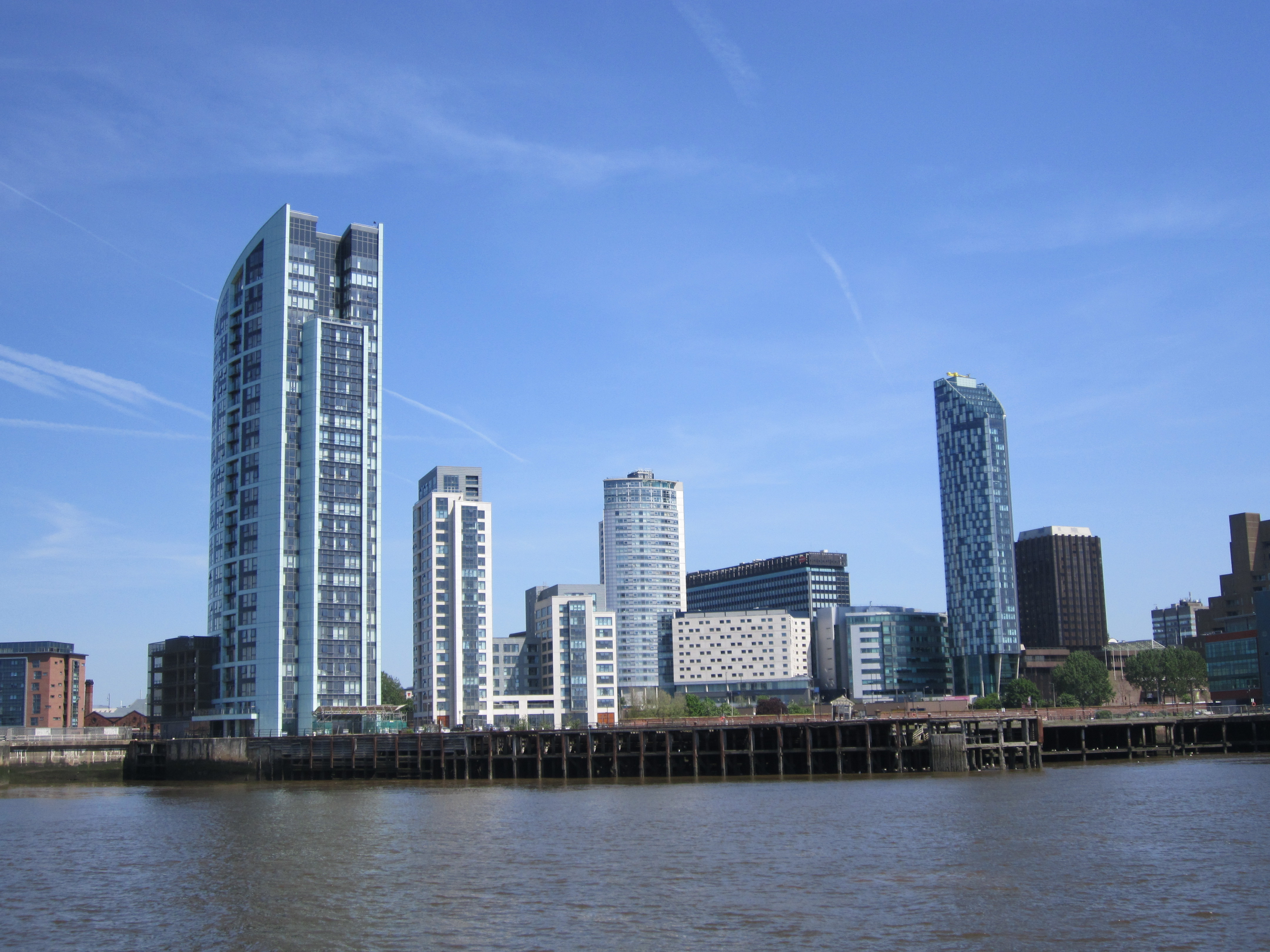
Distrito comercial de Liverpool.

A economia de Liverpool está começando a se recuperar, depois do declínio pós-Segunda Guerra Mundial. Entre 1995 e 2001 PIB per capita cresceu 6,3% ao ano. Isto em comparação com 5.8%, de Londres e 5,7% de Bristol. A taxa de crescimento do emprego foi de 9,2% em comparação com uma média nacional de 4,9% no mesmo período, 1998-2002. Como no resto do Reino Unido, a cidade tem visto um grande crescimento no setor de serviços, tanto públicos como privados. Os escritórios do governo incluem partes do Serviço Nacional de Saúde e agências de Home Office, como o Criminal Records Bureau e da identidade e do passaporte de serviços, anteriormente Agência de passaportes do Reino Unido. As Principais preocupações do setor privado da indústria de serviços também têm visto em Liverpool, em especial no setor dos serviços financeiros, como Barclays, JP Morgan, Abbey National, Alliance & Leicester, Royal Bank of Scotland Group, HBOS  e do Banco da Irlanda.

## Arte e Cultura
Liverpool é uma grande cidade no ponto de vista artístico. No Walker Art Gallery são exibidas várias pinturas do período anterior ao século XX. A cidade ainda conta com uma grande biblioteca fundada em 1852.
A Bienal de Liverpool é a única bienal de arte contemporânea no Reino Unido, é um festival que tem três áreas de exposição: The International, The Independent, Bloomberg New Contemporaries e muitos outros eventos culturais a ela associados. Acontece entre setembro e novembro.
Em 2003 Liverpool recebeu o título de Capital Europeia da Cultura para 2008, iniciaram-se uma série de obras para a remodelação da cidade que têm visto um investimento total de 750 milhões de libras.

### Música

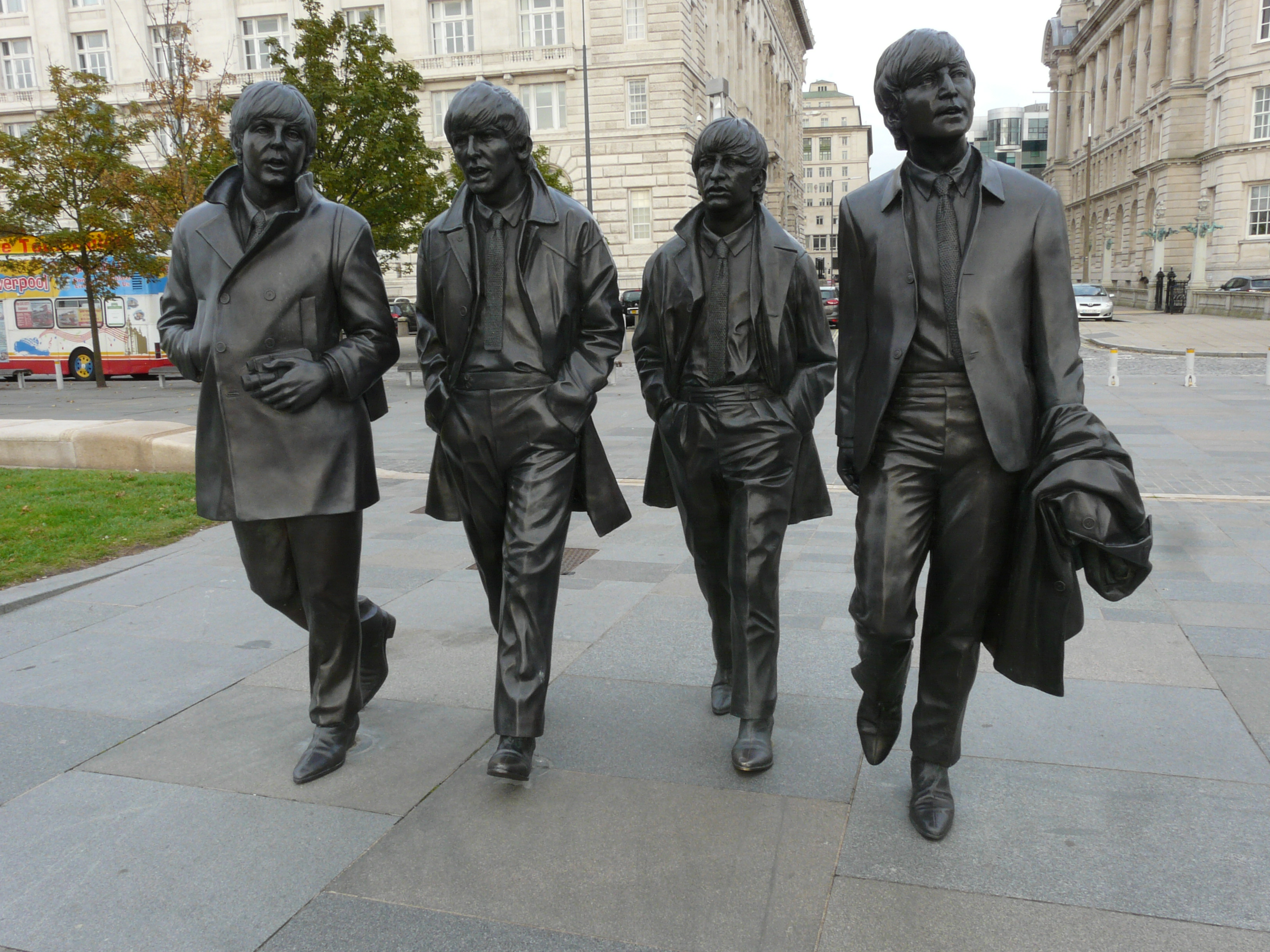
Estatua dos Beatles em Liverpool

A cidade abriga a Royal Liverpool Philharmonic Orchestra, uma das mais importantes e famosas orquestras da Inglaterra.

Foi em Liverpool, no início dos anos 60 que quatro rapazes, John Lennon, Paul McCartney, George Harrison e Ringo Starr, criaram um grupo musical que ganhou fama pelo mundo afora: The Beatles.

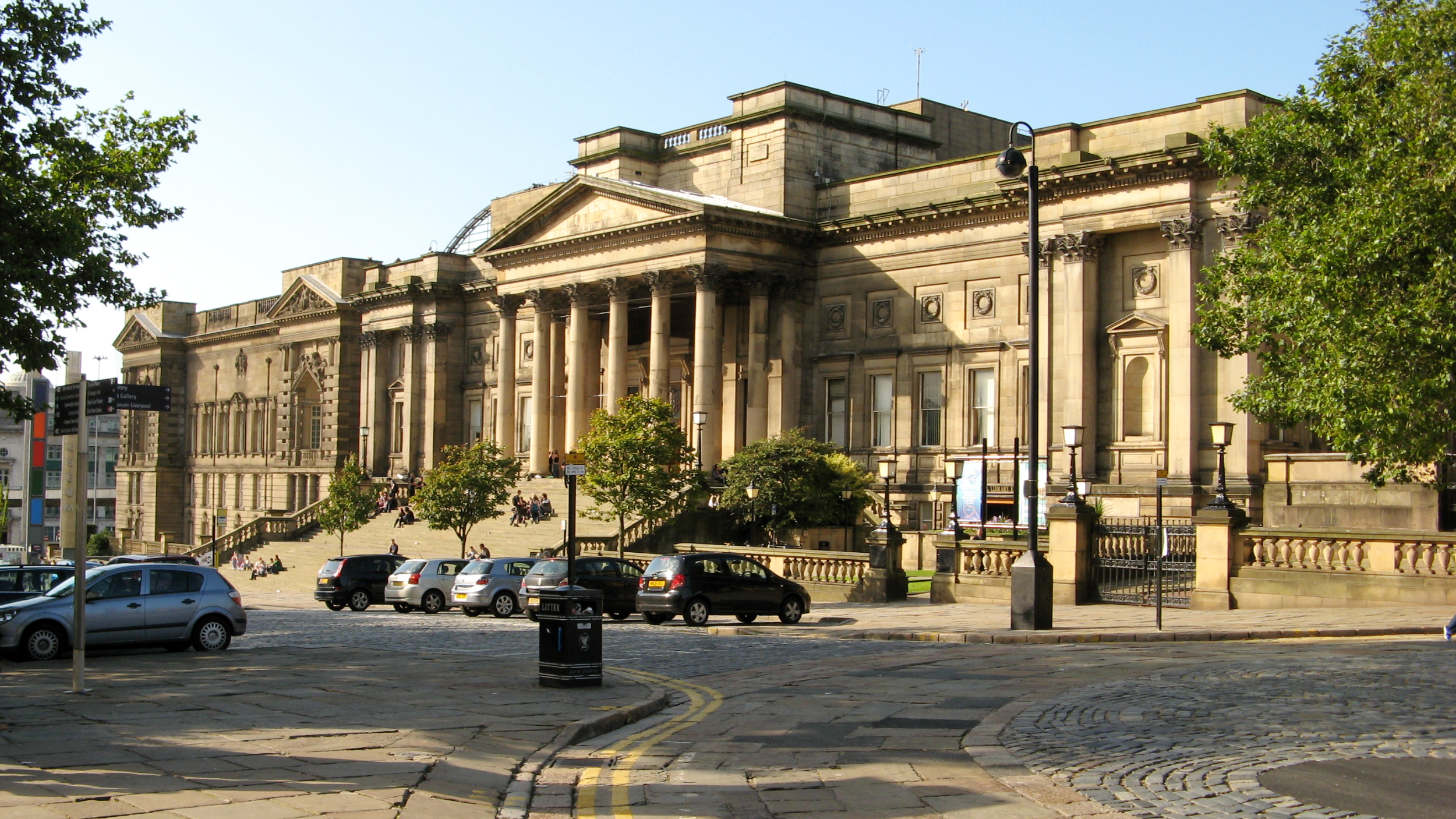
O World Museum Liverpool

### Museus
Liverpool tem vários museus importantes. Em 1988, a Tate Liverpool foi construída em um armazém do porto de Liverpool. Outro museus importantes são: Merseyside Maritime Museum e o The Beatles Story Museum. No World Museum Liverpool se podem encontrar praticamente tudo relacionado a egiptologia, etnologia e ciências naturais. Muitos museus podem ser visitados gratuitamente.

## Transportes

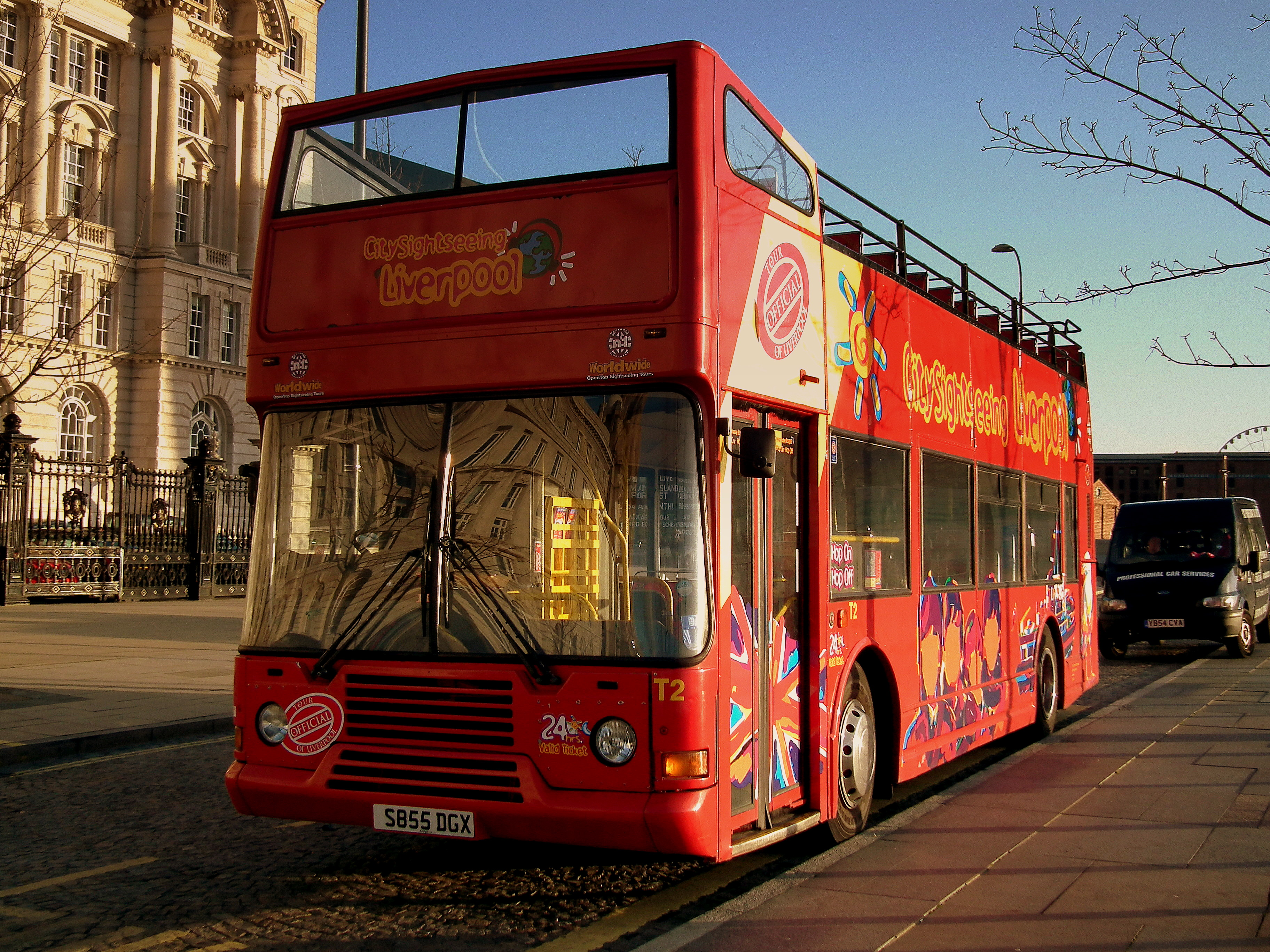
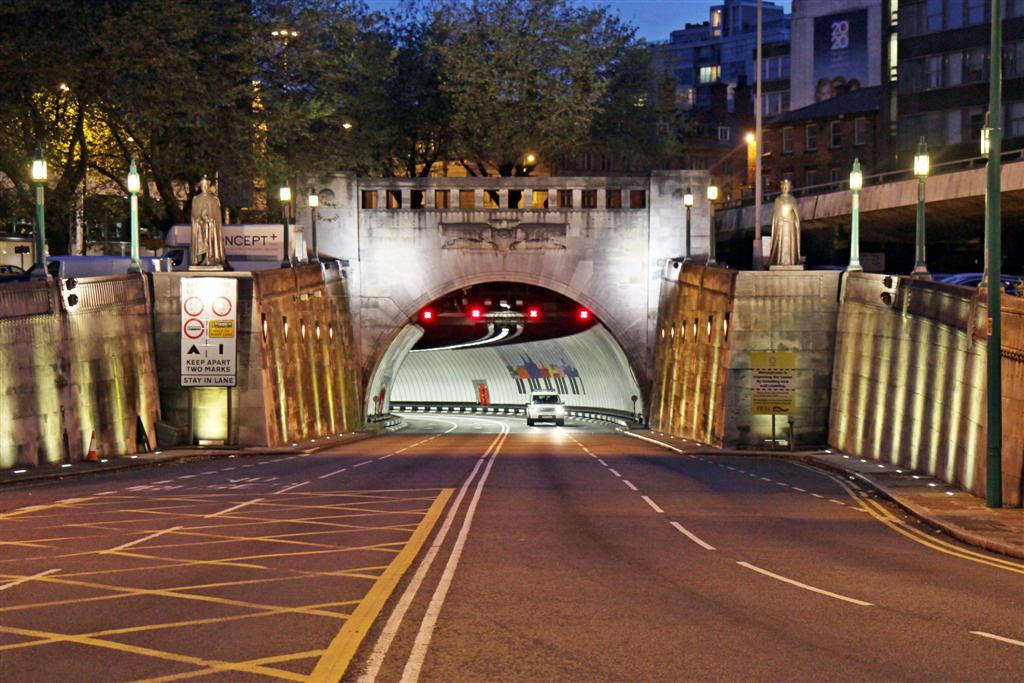
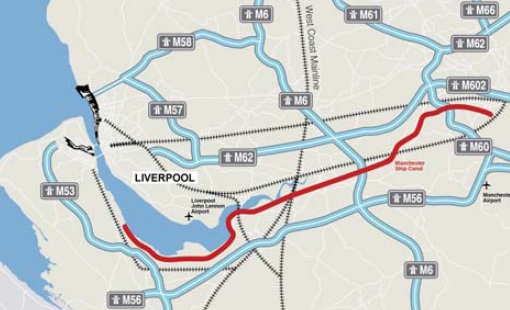

Merseyrail

A cidade possui uma extensa rede de transportes públicos, incluindo a malha ferroviária que se estende por todo o Reino Unido. A cidade também tem um aeroporto internacional e um porto importante.

### Rodovias
Como uma grande cidade, Liverpool tem ligações rodoviárias diretas com muitas outras áreas em Inglaterra. A leste, a autoestrada M62 conecta Liverpool com Kingston upon Hull e ao longo do trajeto passa por grandes cidades: Manchester, Leeds e Bradford. Algumas rodovias levam para cidades mais distantes: Birmingham, Sheffield, Preston, Londres e Nottingham. Os dois principais términos de ônibus locais é a Queen Square Bus Station, (localizado próximo à estação de trem Lime Street Railway) - para os serviços para norte e leste da cidade - e a Liverpool One Bus Station  (perto de Albert Dock) -para os serviços de sul e leste da cidade-. 

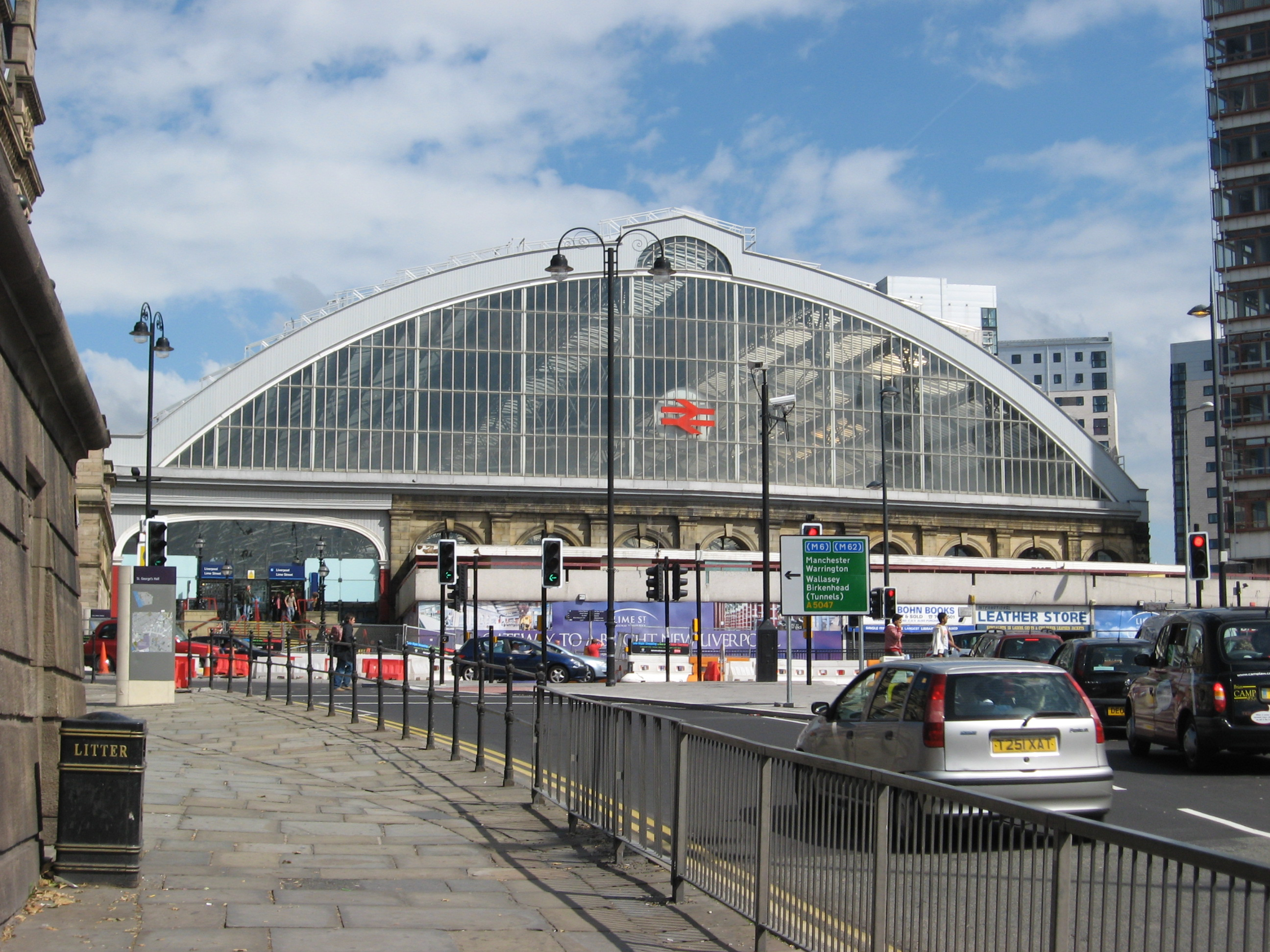
A Lime Street station

### Ferrovias
A cidade possui duas redes ferroviárias, uma privada e a outra do governo. Os serviços de trem chegam em vários destinos em pouco tempo, passam por grandes cidades, tais como: Londres (em 2 horas e 8 minutos), Birmingham, Newcastle upon Tyne, Manchester, Preston, Leeds, Scarborough, Sheffield, Nottingham e Norwich.
A Rede Ferroviária de Liverpool é uma das mais movimentadas e mais extensa do país, cobrindo 75 km de trilhos, com uma média de 100 mil viagens por dia útil. A rede é constituída por três linhas: a Northern Line, a Wirral Line e a City Line. No centro da cidade existem cinco estações e mais de 6,5 km de túneis de metropolitano.
Em 2001 foi desenvolvido em Liverpool um plano para construir um sistema de trem bala. A proposta foi cancelada em novembro de 2005. No entanto, é para ser incluído no plano de transporte de 2006-2011, já que é considerado uma parte importante do desenvolvimento do Liverpool.

### Porto

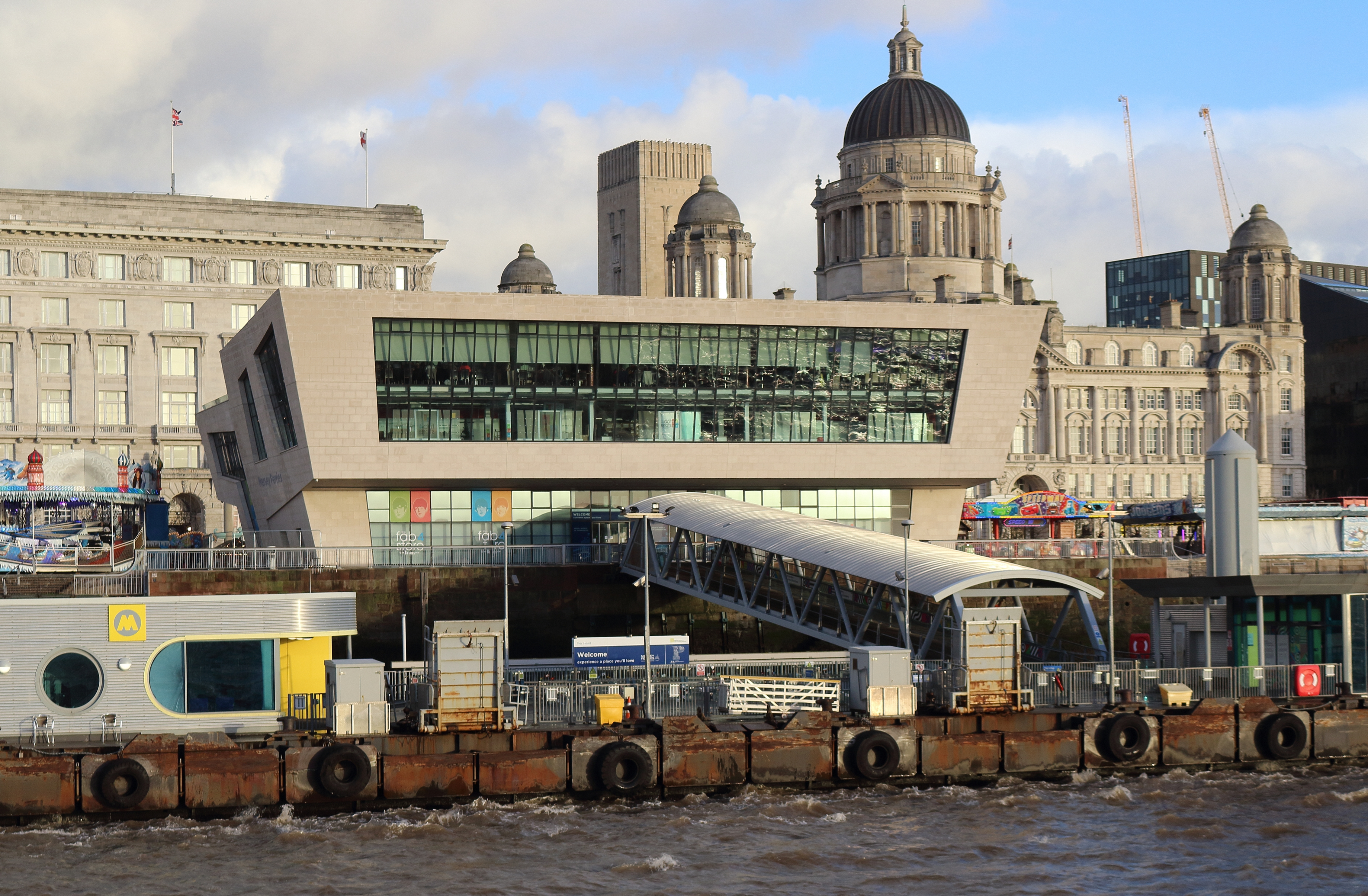
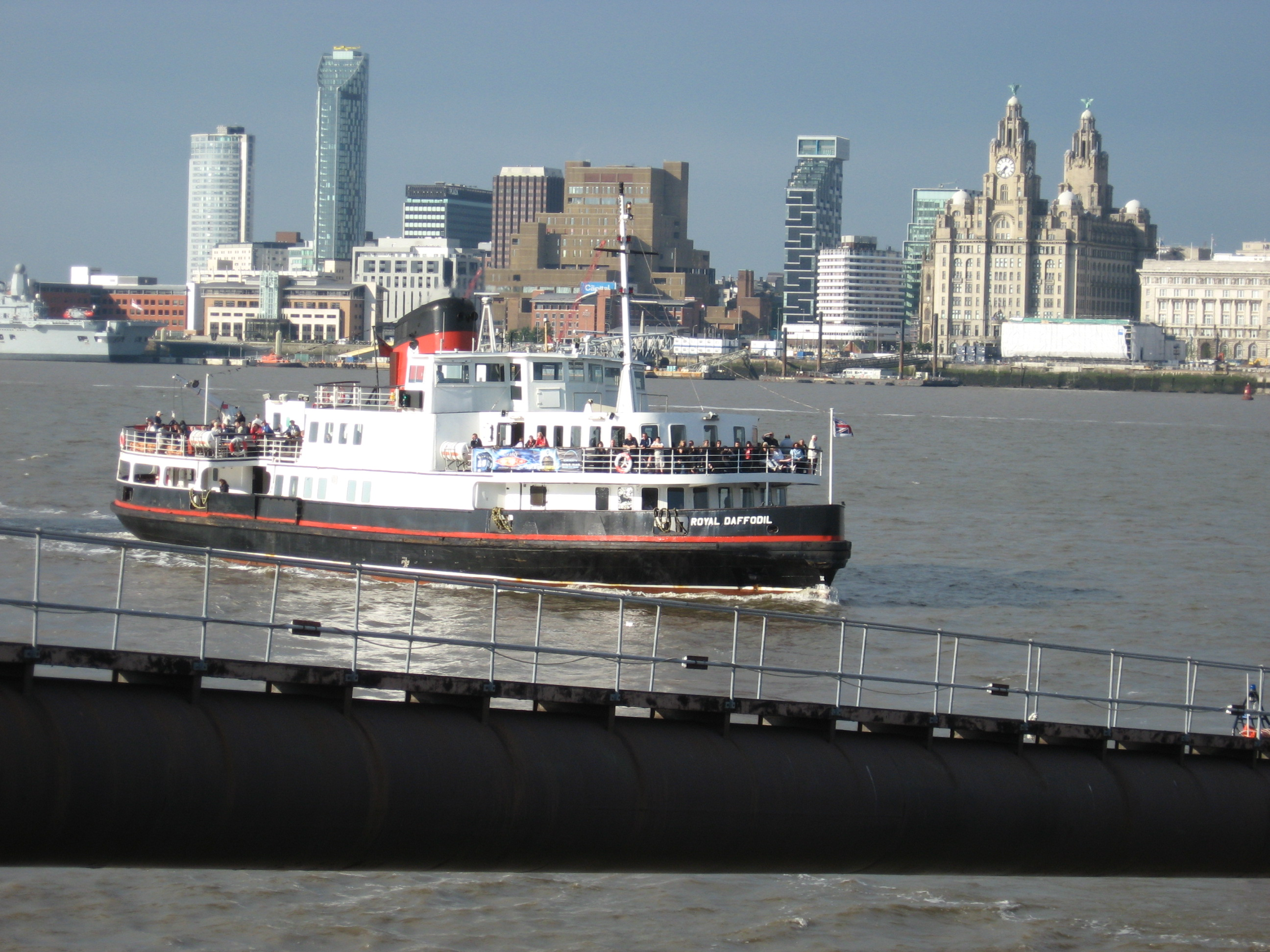
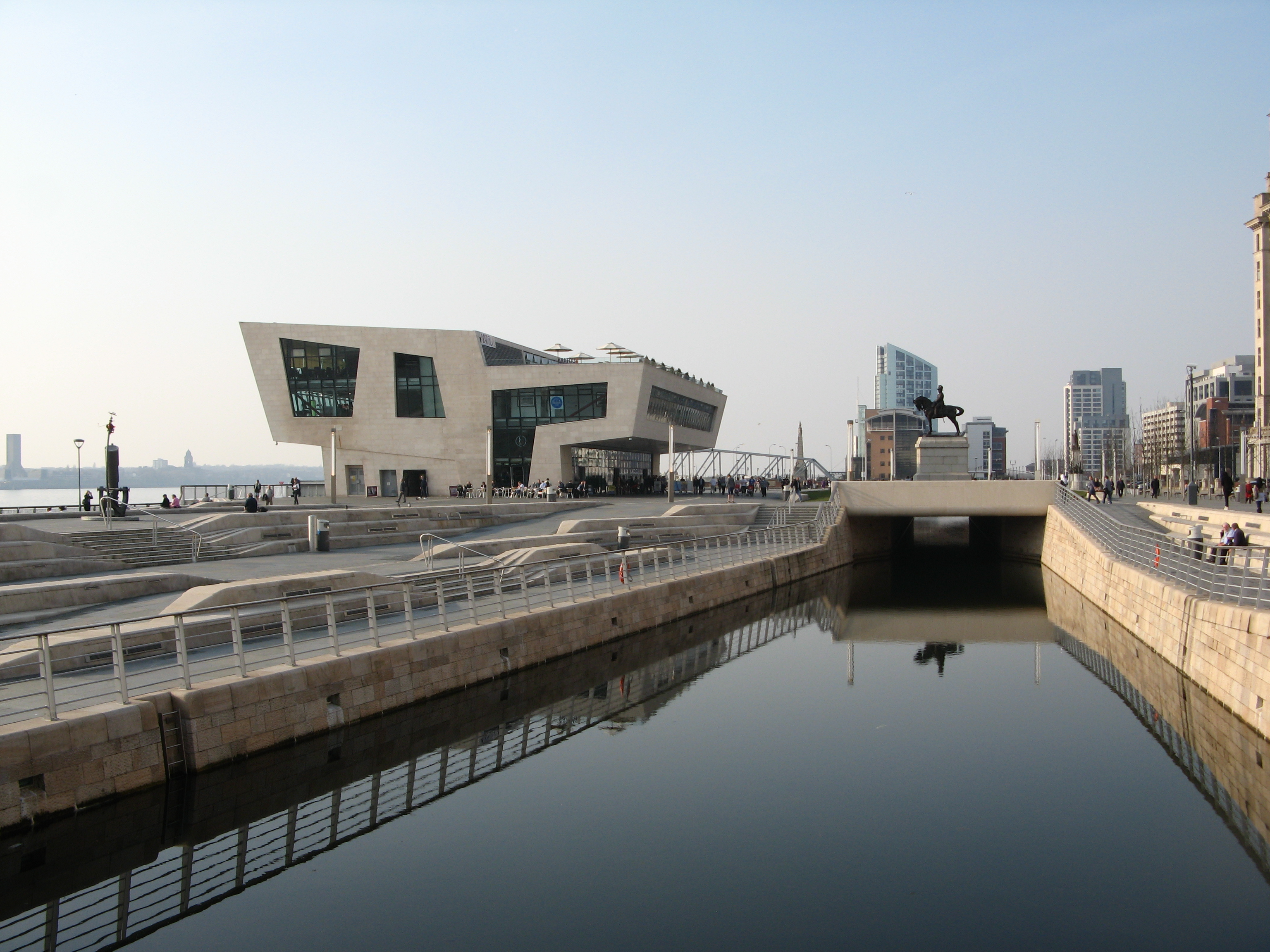
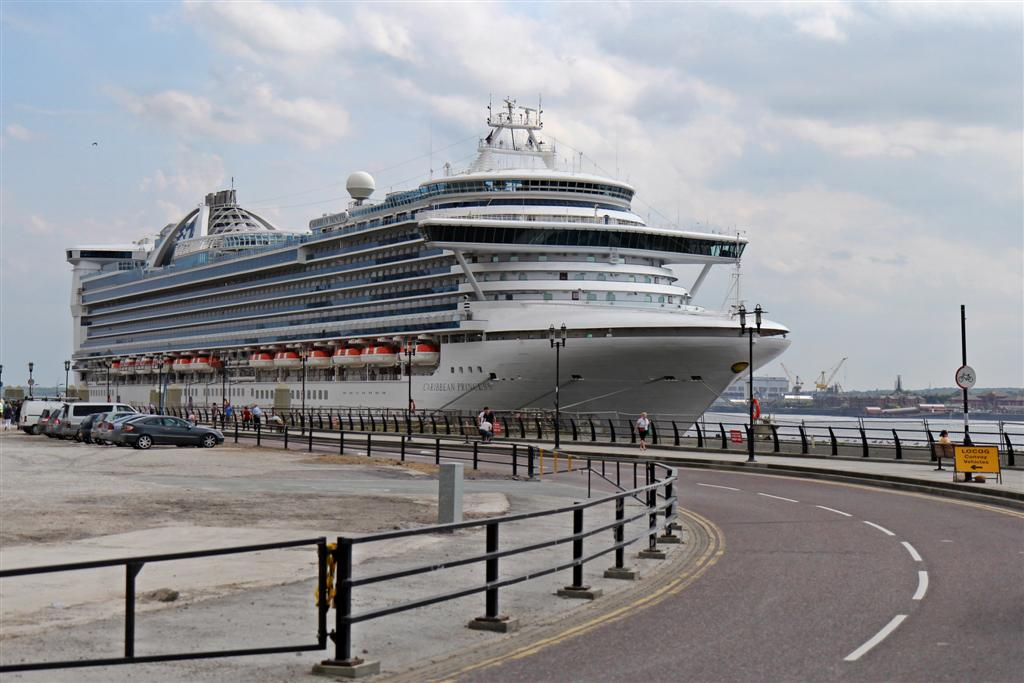
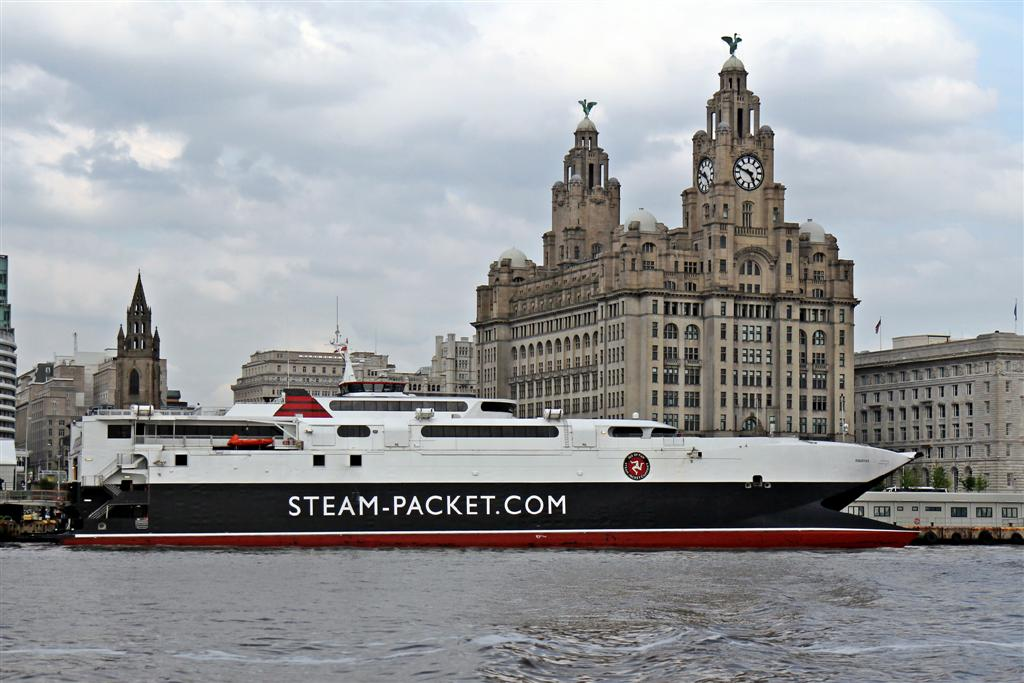
Isle of Man Steam Packet

O porto de Liverpool é um dos maiores portos da Grã-Bretanha, por onde passaram ou foram registrados uns dos Transatlânticos mais célebres da história, como RMS Titanic, RMS Olympic, RMS Lusitania, RMS Aquitania, RMS Mauretania e RMS Queen Mary. Devido à importância do seu porto, duas das maiores linhas de navegação britânica, construíram seus escritórios na cidade: Cunard Line e White Star Line. Estes continuam em operação no presente, fazendo parte dos prédios históricos de Liverpool. A cidade dispõe de um excelente acesso ao Mar da Irlanda, fazendo com que os barcos cheguem rapidamente a destinos como Belfast, Dublin ou Ilha de Man. Os serviços são prestados por várias empresas, incluindo a Ilha de Man Steam Packet Company. Em 2007, um novo terminal de cruzeiros marítimos localizado ao lado do Pier Head no centro da cidade. O porto ainda conta com um serviço de balsa conhecida como Mersey Ferry.

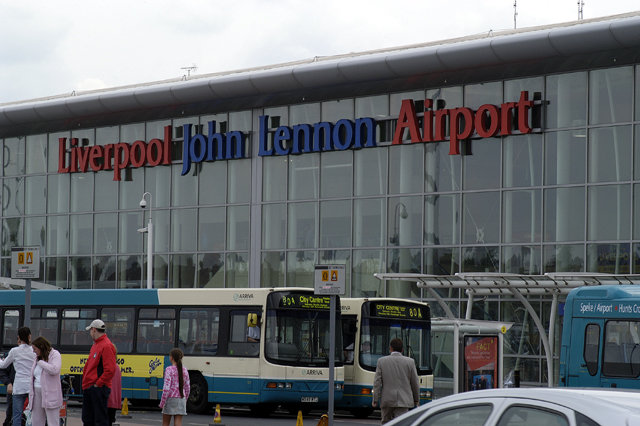
O John Lennon Airport

### Aeroporto
O Aeroporto John Lennon Airport está localizado no sul da cidade e oferece ligações aéreas diretas entre o Reino Unido e muitos aeroportos na Europa. Em 2008, o aeroporto movimentou mais de 5,3 milhões de passageiros, e hoje oferece serviços para 68 destinos, incluindo Berlim, Roma, Milão, Porto, Paris, Barcelona e Zurique.

## Educação

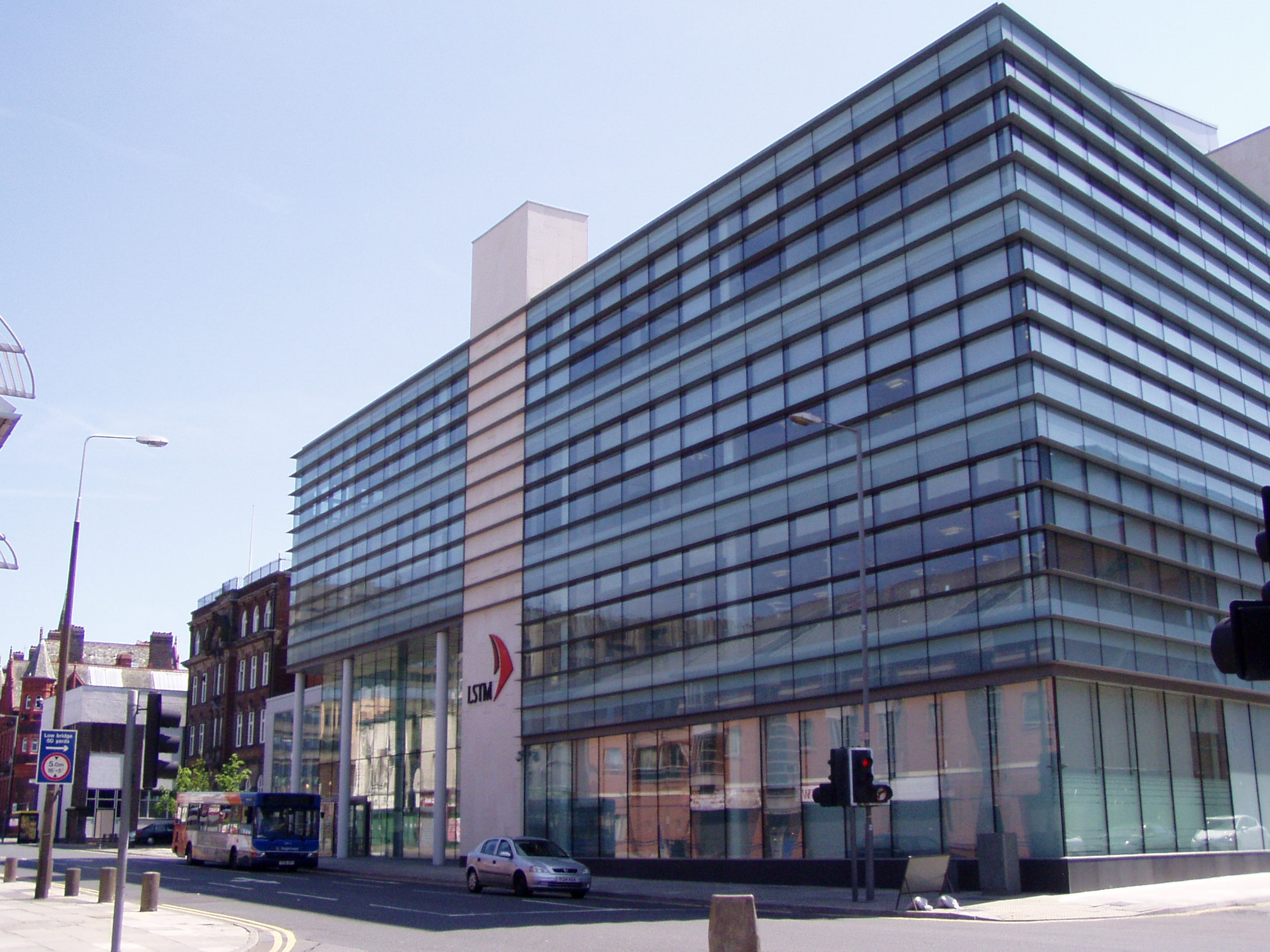
A Liverpool School of Tropical Medicine

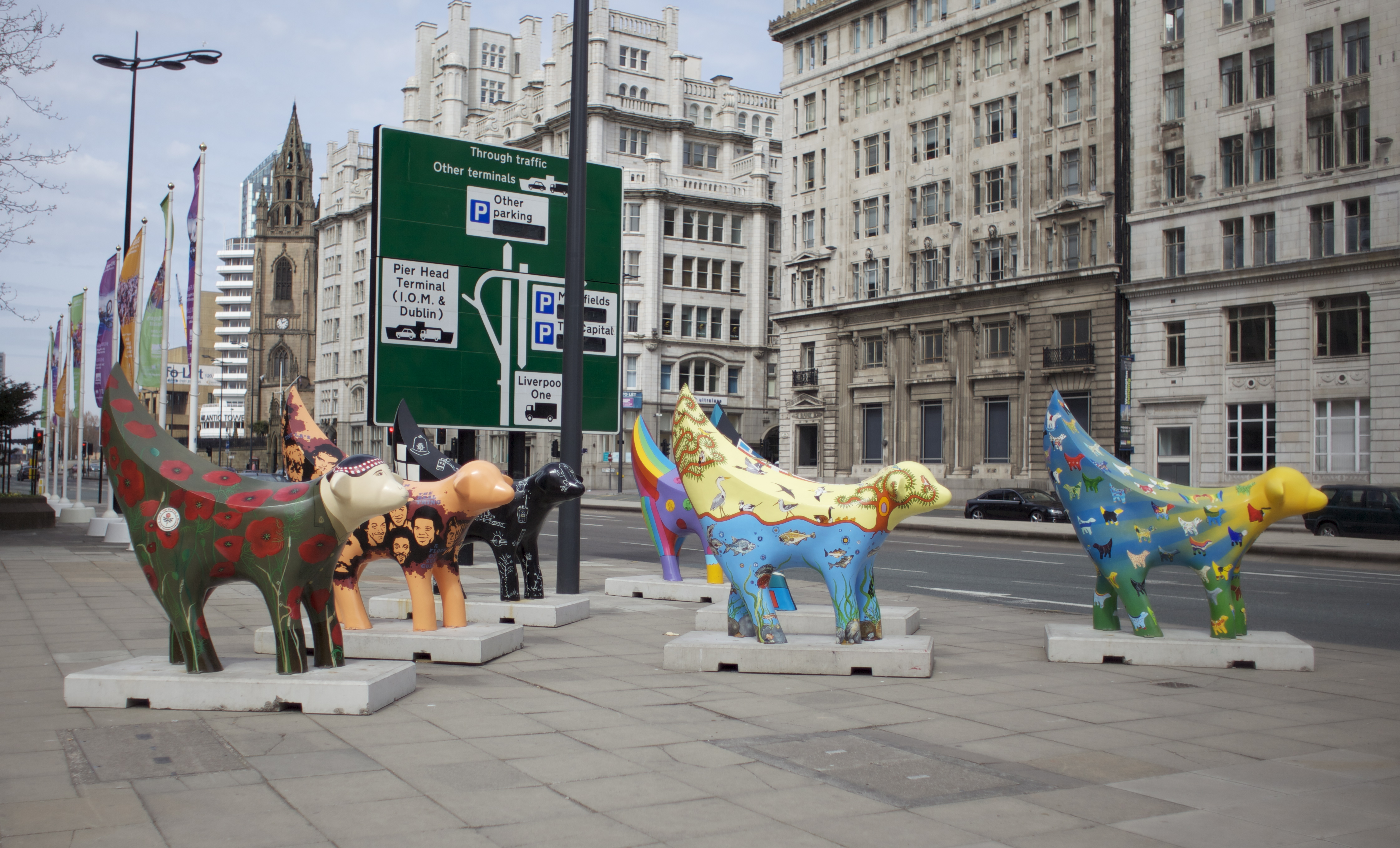
Superlambananas, 2010

A The Liverpool Blue Coat School é a escola com melhor desempenho escolar do município. Outras escolas importantes são: Liverpool College (fundada em 1840) e a Merchant Taylors' School (fundada em 1620).
Liverpool tem três universidades: a University of Liverpool, Liverpool John Moores University e a  Liverpool Hope University. A University of Liverpool foi fundada em 1881. A Liverpool Hope University foi fundada em 1844, situa-se em ambos os lados de uma avenida em Childwall. A Liverpool Hope University possui dois campi.
A Liverpool School of Tropical Medicine é uma escola de pós-graduação filiado à University of Liverpool.
Há duas escolas judaicas em Liverpool, ambos pertencentes à Fundação King David. Há também um Jardim de Infância pertencente a Fundação King David, localizado no centro comunitário de Harold House.

## Cidadãos ilustres
- Jamie Carragher
- J.C. Ryle
- John Lennon
- Melanie C
- Paul McCartney
- Rebecca Ferguson
- Ringo Starr
- Robbie Fowler
- Steven Gerrard
- Steve McManaman
- Wayne Rooney
- George Harrison
- Jodie Comer

## Ligações Internacionais

### Cidades Irmãs
- Alemanha - Colônia
- Brasil - Rio de Janeiro (cidade)
- Brasil - São Francisco de Paula - Rio Grande do Sul
- China - Xangai
- Irlanda - Dublin
- Nicarágua - Corinto
- Países Baixos - Roterdã

### Cidades com acordos com Liverpool
- Argentina - La Plata
- Canadá - Halifax
- Chile - Valparaíso
- Cuba - Havana
- Estados Unidos - Memphis
- Estados Unidos - Nova Orleans
- França - Givenchy-lès-la-Bassée
- Itália - Nápoles
- Itália - Ponsacco
- Japão - Minamata
- Roménia - Râmnicu Vâlcea
- Ucrânia - Odessa

### Outras ligações
- Estados Unidos - Nova Iorque
- Letônia - Riga
- Noruega - Stavanger